# Bivincula watsoni
Bivincula watsoni är en fjärilsart som beskrevs av Wolfgang Dierl 1978. Bivincula watsoni ingår i släktet Bivincula och familjen silkesspinnare. Inga underarter finns listade i Catalogue of Life.